# Faó (llibert)
Faó (en llatí Phaon, en grec Φάων) fou un llibert de l'emperador Neró.
Quan es va produir la revolta contra el seu règim i Neró va fugir, ho va fer acompanyat d'alguns lliberts entre els que hi havia Epafrodit, Sporus i aquest Faó, a la casa del qual, a la rodalia de Roma, es van refugiar. En aquesta casa va veure morir a Neró el 68 aC, segons explica Suetoni.